# Cil City
Cil City ist eine österreichische Rock-Band aus Wien. Cil City traten auf verschiedenen Festivals auf, unter anderem Nova Rock, Full Metal Mountain, Hafen Open Air und Frequency.
Cil City wurde Ende 2013 gegründet. Bisher wurden die beiden Alben Red Ocean und Jump off the Cliff und diverse Singles veröffentlicht.

## Geschichte

### Anfänge (2013–2014)
Cil City wurde Ende 2013 von den Musikern Hal West, Volker Weiss, Deniz Malatyali, Erny Hofbauer und Daniel Achter gegründet. Am 4. Dezember 2013 gab Cil City die erste Show im Wiener Club Replugged. Im ersten Jahr spielte die Band größtenteils Konzerte in Wien. Zeitgleich begannen die Arbeiten an den ersten eigenen Liedern, welche 2015 auf dem Debütalbum Red Ocean veröffentlicht wurden.

### Red OceanAlbum Release und Tour (2015–2017)
2015 erreichte Cil City mit den eigenen Liedern das Finale des Local Heroes Bandcontest unter österreichweit etwa 300 teilnehmenden Bands. Zeitgleich wurde im Studio zusammen mit dem Soundengineer Maciek Dabek an den Aufnahmen gearbeitet. Daniel Achter verließ die Band nach den Aufnahmen für Red Ocean – für ihn stieg Johannes Hauser als neuer Schlagzeuger ein. Die Band spielte in diesem Jahr unter anderem auf dem Hafen Open Air Festival und im Zuge des Local Heroes Finales auf der ARENA Wien Open Air Bühne. Am 7. November 2015 wurde das Debütalbum Red Ocean, unterstützt durch eine Release Show im Aera, veröffentlicht. Im darauf folgenden Jahr spielte Cil City unter anderem auf den Festivalbühnen am Full Metal Mountain Nova Rock und Frequency.
Das Album Red Ocean wurde durch diverse Auftritte und Interviews der Band in verschiedenen Fernseh- und Radiosendern (z. B. ORF, GO TV, OKTO TV, Radio 88.6, Rock Antenne, Radio Orange) promotet.
Die Freedom Tour 2017 startete mit neuer Besetzung im Frühjahr 2017. Cornelia Gass und Bernhard Sattra sind nach den Abgängen von Volker Weiss am Bass und Johannes Hauser am Schlagzeug das neue Rhythmusfundament der Band. Mit der neuen Besetzung wurde parallel zu den Proben für die Freedom Tour an neuem Songmaterial gearbeitet. Die Tour führte Cil City für zwei Shows erneut, wie bereits 2016, auf das Full Metal Mountain Festival. Die Band konnte darüber hinaus Auftritte in Deutschland, auf dem Nova Rock Festival und Support Shows für Kontrust, Serious Black und Herman Frank (Ex-Accept) verbuchen. Tourabschluss bildete im Herbst das mittlerweile zur Tradition gewordene Konzert im Wiener Aera.

### Aufnahmen (2018)
Im Frühjahr 2018 begannen die Aufnahmen der neuen Kompositionen für das nächste Cil City Album. Um den im Jahr zuvor entwickelten Sound einzufangen, wurden verschiedene Soundengineers dem Projekt hinzugezogen. Cil City spielte zeitgleich zu den Studioaufnahmen vereinzelt Shows, unter anderem am Full Metal Mountain.

### Jump off the CliffAlbum Release und Tour (2019–2020)
Am 22. Februar 2019 wurde das Album Jump off the Cliff veröffentlicht. Auf der darauffolgenden Tour durch Österreich und Deutschland traten Cil City unter anderem beim Donauinselfest, bei der European Bike Week und gemeinsam mit Marco Mendoza (The Dead Daisies, Whitesnake, Thin Lizzy) in Hamburg auf.
Am 14. September 2019 gewann die Band den Radio 88.6 Bandcontest.
Im Januar 2020 trennte sich Cil City von Schlagzeuger Bernhard Sattra. Die Band spielte die Tour im Januar 2020 und weitere Konzerte und Live Streams während der „Corona-Zeit“ mit Drum-Substituten.

### Singles, Shows und KISS KRUISE (2021–2022)
Der neue Drummer wurde im April 2021 Mike Schopf.
Am 1. April 2022 veröffentlichten Cil City die neue Single „Crossing the Line“. Der Song ist eine Kooperation der Band mit Rudi Schwarzer, dem Shouter der deutschen Metalcore-Band Annisokay. Es folgten Shows, unter anderem auf dem Donauinselfest, Nova Rock, Gruaba Rock in Deutschland Iron Road for Children 2022 (gemeinsam mit Seiler und Speer) und Interviews für unter anderem Mulatschag TV, um die neue Single zu promoten. Am 20. Juli wurde eine Unplugged-Version des Songs „Crossing the Line“ veröffentlicht.
Vom 24. bis 29. Oktober begleitete Cil City die Rockband KISS auf der elften KISS KRUISE. Die KISS KRUISE XI führte die Band gemeinsam mit KISS, Warrant, Dokken, Lita Ford, L.A.Guns, Bruce Kulik und anderen von Los Angeles über Cabo San Lucas und Ensenada in Mexiko wieder zurück nach Los Angeles. Die Teilnahme an der KISS KRUISE führte zu einem über Österreich und Deutschland hinausgehenden Medienecho.
Während am 11. November die neue Single „It's OK“ veröffentlicht wurde, hält sich „Crossing the Line“ weiterhin in deutschen Online-Rock- und Metal-Charts.

## Diskografie
Alben
- 2015: Red Ocean (GiFD Records)
- 2019: Jump off the Cliff (Preiser Records/GiFD Records)

Singles
- 2018: Jump off the Cliff (Preiser Records/GiFD Records)
- 2018: #8 (Preiser Records/GiFD Records)
- 2020: Never Enough (GiFD Records)
- 2020: Red Ocean Live in Vienna (GiFD Records)
- 2021: Changes Live at Coronafest Stream (GiFD Records)
- 2022: Crossing the Line (GiFD Records)
- 2022: Crossing the Line - Unplugged (GiFD Records)
- 2022: It's OK (GiFD Records)